# Ctenochauliodes friedrichi
Ctenochauliodes friedrichi är en insektsart som beskrevs av Navás 1932. Ctenochauliodes friedrichi ingår i släktet Ctenochauliodes och familjen Corydalidae. Inga underarter finns listade i Catalogue of Life.